# Mick Hucknall
Mick Hucknall (* 8. června 1960, Manchester) je britský zpěvák a skladatel písní. Proslavil se v 80. letech jako lídr skupiny Simply Red, se kterou je spjato 34 let jeho hudební kariéry.
V květnu 2008 vydal své první sólové album Tribute to Bobby. V říjnu 2012 následovalo album American Soul.

## Osobní život a rodina
Mick byl jediným dítětem svých rodičů. Když mu byly tři roky, matka rodinu opustila. Drama, které to pro něj znamenalo, jej později vedlo k napsání písně "Holding Back the Years", která se stala jedním z velkých hitů Simply Red. Micka tedy vychoval otec, který pracoval jako holič. S matkou se znovu setkal až po více než 30 letech.
V roce 2007 Hucknallovi jeho partnerka Gabriella Wesberry porodila dceru, v roce 2010 se vzali.
Hucknall se zajímá o politiku a je příznivcem Labouristické strany. Kromě hudby se věnuje pěstování vinné révy na Sicílii, kde vyrábí svou vlastní značku vína Il Cantante (Zpěvák).